# María Dolores Masana
María Dolores Masana Argüelles (Barcelona, 1936) es una periodista española, experta en los países de Oriente Medio y Magreb, la primera mujer en ocupar el puesto de jefa de internacional en el periódico La Vanguardia y una de las primeras corresponsales de guerra. Ha sido presidenta de Repoteros Sin Fronteras y Premio de Honor de Periodismo Cirilo Rodríguez en 2022.

## Biografía y trayectoria profesional
María Dolores Masana nació en el seno de una familia burguesa al inicio de la Guerra civil española. Dejó la casa familiar a la edad de 19 años e inició la carrera de Ciencias Físicas, que tres años después abandonó para contraer matrimonio. Tras seis años de matrimonio y cuatro hijos, Dolores Masana se planteó un cambio radical de vida, como ella misma relata en una entrevista: "un día me miré al espejo y me dije: estás desapareciendo". Ello le llevó a matricularse en la Escuela Oficial de Periodismo recién creada en Barcelona y ya en su último curso de formación Masana empezó a trabajar para el periódico La Vanguardia.
Permaneció durante cuarenta años en este periódico, veinte de ellos como jefa de sección de internacional –la primera en ocupar este puesto desde que en 1881 se fundara La Vanguardia– y enviada a los países de Oriente Medio y del Magreb. Su primera misión como corresponsal de guerra fue para cubrir la guerra de Argelia (1954-1962). En ese momento Masana ya tenía cinco hijos. En una entrevista, la periodista explica cómo era percibida por sus colegas y el resto de la sociedad de la época en esos primeros viajes a zonas de conflicto donde ella era la única mujer:

En El Cairo todos nos reuníamos y cenábamos. Entonces un compañero de El País me dijo un día: ¿y tú no estás casada y no tienes hijos? contesté que sí y entonces me preguntó: ¿y qué haces aquí?. Yo le contesté exactamente lo mismo. ¿Tú no estás casado y no tienes hijos?... entonces, ¿Qué haces aquí? Pero esto cuesta hasta a las mujeres. Esto también me lo han dicho mujeres: ¿pero cómo te vas teniendo los niños aquí?. Porque tienen su padre, ¿o es que no se van los padres?
María Dolores Masana, 2021

María Dolores Masana se especializó en política árabe, cubriendo los principales acontecimientos y conflictos de la región y entrevistando a los más destacados personajes políticos, como el argelino Bouteflika, el tunecino Ben Alí, el egipcio Mubarak, o el palestino Arafat, entre otros.  
Tras jubilarse, Masana despliega una intensa actividad. En el 2004 publicó el libro Las princesas del islam. Honor, familia y poder y diversos artículos en diferentes revistas. Asimismo, aceptó la propuesta de unirse a Reporteros Sin Fronteras (RSF), en donde ocupó el cargo de presidenta entre los años 2003 y 2011. Entre 2004 y 2013, y ejerciendo dicha responsabilidad, colaboró para el periódico El País con una serie de artículos de opinión en donde analizaba diversos temas de actualidad tales como las mujeres en el Islam, la situación de los presos en la cárcel de máxima seguridad de la base naval estadounidense de Guántanamo, o los Juegos Olímpicos de Pekín, la mayoría con el trasfondo de la defensa de la libertad de prensa y la denuncia de la falta de esta en determinados países y contextos. Tras dejar la presidencia de RSF ocupó el cargo de Presidenta de Honor de esta organización al tiempo que la Vicepresidencia de la Comisión de Quejas y Deontología del Periodismo de la Federación de Asociaciones de Periodistas de España (FAPE).

## Premios y reconocimientos
En el año 2022, Dolores Masana recibió el Premio de Honor Cirilo Rodríguez a propuesta del reportero Gervasio Sánchez por toda una vida dedicada al periodismo. En el fallo se destacaba que fue una profesional pionera en una España en la que era difícil que las mujeres reporteras pudieran abrirse paso, y más para ejercer su labor en países en conflicto bélico.